# Saint-Félix (Lot)
Pour les articles homonymes, voir Saint-Félix.
Saint-Félix est une commune française, située dans l'est du département du Lot, en région Occitanie.
Elle est également dans le Ségala lotois, une région naturelle constituant la frange occidentale de la Châtaigneraie, constituant le parent lotois du Ségala aveyronnais et tarnais.
Exposée à un climat océanique altéré, elle est drainée par le ruisseau de Donazac et par divers autres petits cours d'eau. La commune possède un patrimoine naturel remarquable composé d'une zone naturelle d'intérêt écologique, faunistique et floristique.
Saint-Félix est une commune rurale qui compte 523 habitants en 2022, après avoir connu un pic de population de 1 144 habitants en 1841. Elle fait partie de l'aire d'attraction de Figeac. Ses habitants sont appelés les Saint-Félixois ou  Saint-Félixoises.

## Géographie
Commune du Quercy située dans l'aire urbaine de Figeac.

### Communes limitrophes
|       | Saint-Jean-Mirabel     |         |
| Lunan | Saint-Félix            | Felzins |
|       | Lentillac-Saint-Blaise |         |

### Climat
Pour des articles plus généraux, voir Climat de l'Occitanie et Climat du Lot.
En 2010, le climat de la commune est de type climat océanique altéré, selon une étude s'appuyant sur une série de données couvrant la période 1971-2000. En 2020, Météo-France publie une typologie des climats de la France métropolitaine dans laquelle la commune est exposée à un climat de montagne ou de marges de montagne et est dans la région climatique Ouest et nord-ouest du Massif Central, caractérisée par une pluviométrie annuelle de 900 à 1 500 mm, maximale en automne et en hiver.
Pour la période 1971-2000, la température annuelle moyenne est de 12,5 °C, avec une amplitude thermique annuelle de 15,8 °C. Le cumul annuel moyen de précipitations est de 991 mm, avec 10,9 jours de précipitations en janvier et 6,6 jours en juillet. Pour la période 1991-2020, la température moyenne annuelle observée sur la station météorologique la plus proche, située sur la commune de Saint-Constant-Fournoulès à 12 km à vol d'oiseau, est de 12,7 °C et le cumul annuel moyen de précipitations est de 1 058,4 mm,. Pour l'avenir, les paramètres climatiques de la commune estimés pour 2050 selon différents scénarios d’émission de gaz à effet de serre sont consultables sur un site dédié publié par Météo-France en novembre 2022.

### Milieux naturels et biodiversité

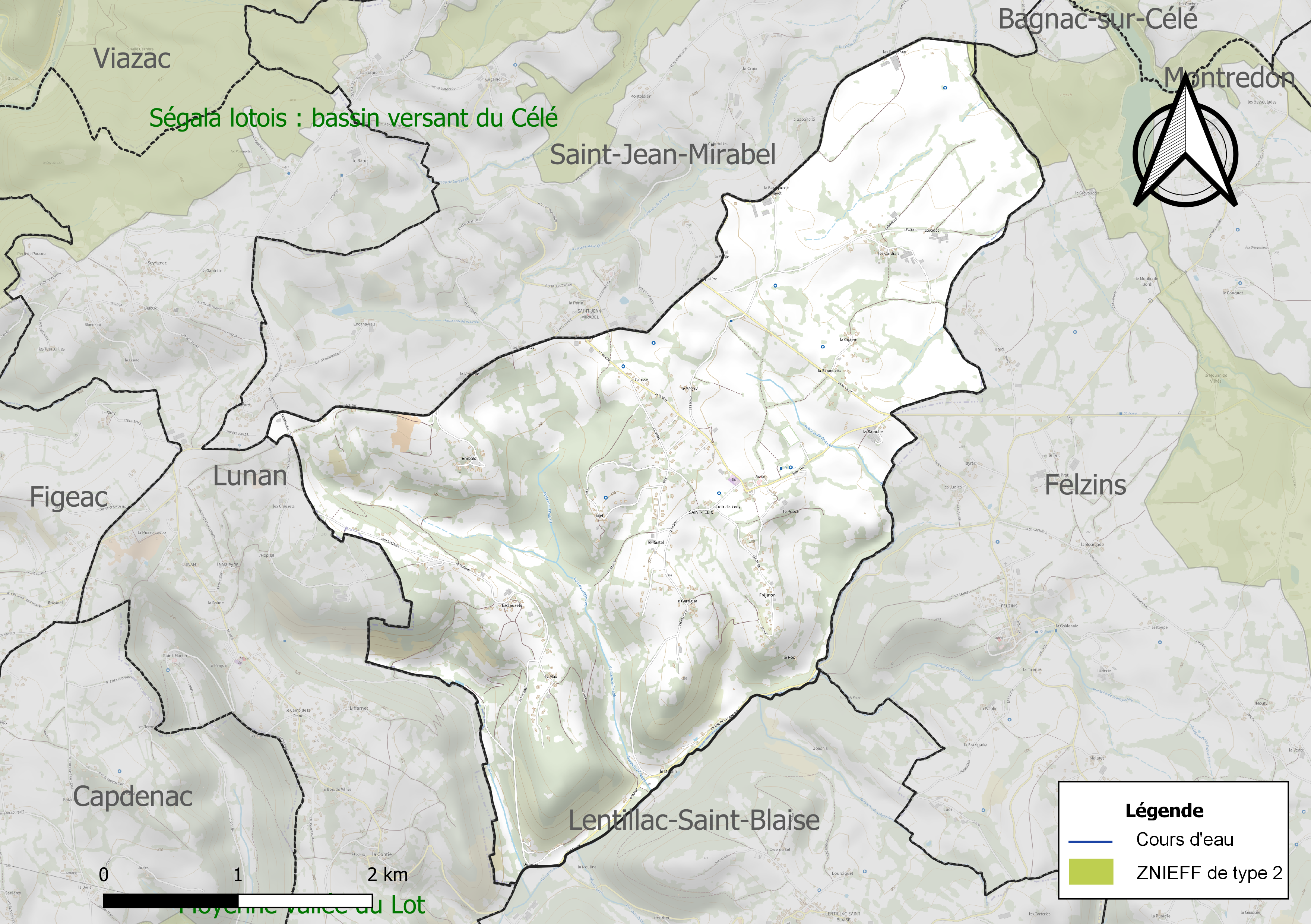
Carte de la ZNIEFF de type 2 localisée sur la commune.

L’inventaire des zones naturelles d'intérêt écologique, faunistique et floristique (ZNIEFF) a pour objectif de réaliser une couverture des zones les plus intéressantes sur le plan écologique, essentiellement dans la perspective d’améliorer la connaissance du patrimoine naturel national et de fournir aux différents décideurs un outil d’aide à la prise en compte de l’environnement dans l’aménagement du territoire.
Une ZNIEFF de type 2 est recensée sur la commune :
le « Ségala lotois : bassin versant du Célé » (12 535 ha), couvrant 28 communes dont six dans le Cantal et 22 dans le Lot.

## Urbanisme

### Typologie
Au 1er janvier 2024, Saint-Félix est catégorisée commune rurale à habitat dispersé, selon la nouvelle grille communale de densité à sept niveaux définie par l'Insee en 2022.
Elle est située hors unité urbaine. Par ailleurs la commune fait partie de l'aire d'attraction de Figeac, dont elle est une commune de la couronne,. Cette aire, qui regroupe 59 communes, est catégorisée dans les aires de moins de 50 000 habitants,.

### Occupation des sols
L'occupation des sols de la commune, telle qu'elle ressort de la base de données européenne d’occupation biophysique des sols Corine Land Cover (CLC), est marquée par l'importance des territoires agricoles (85,1 % en 2018), en diminution par rapport à 1990 (88,5 %). La répartition détaillée en 2018 est la suivante : 
prairies (59,5 %), zones agricoles hétérogènes (25,7 %), forêts (10,6 %), zones urbanisées (4,2 %). L'évolution de l’occupation des sols de la commune et de ses infrastructures peut être observée sur les différentes représentations cartographiques du territoire : la carte de Cassini (XVIIIe siècle), la carte d'état-major (1820-1866) et les cartes ou photos aériennes de l'IGN pour la période actuelle (1950 à aujourd'hui).

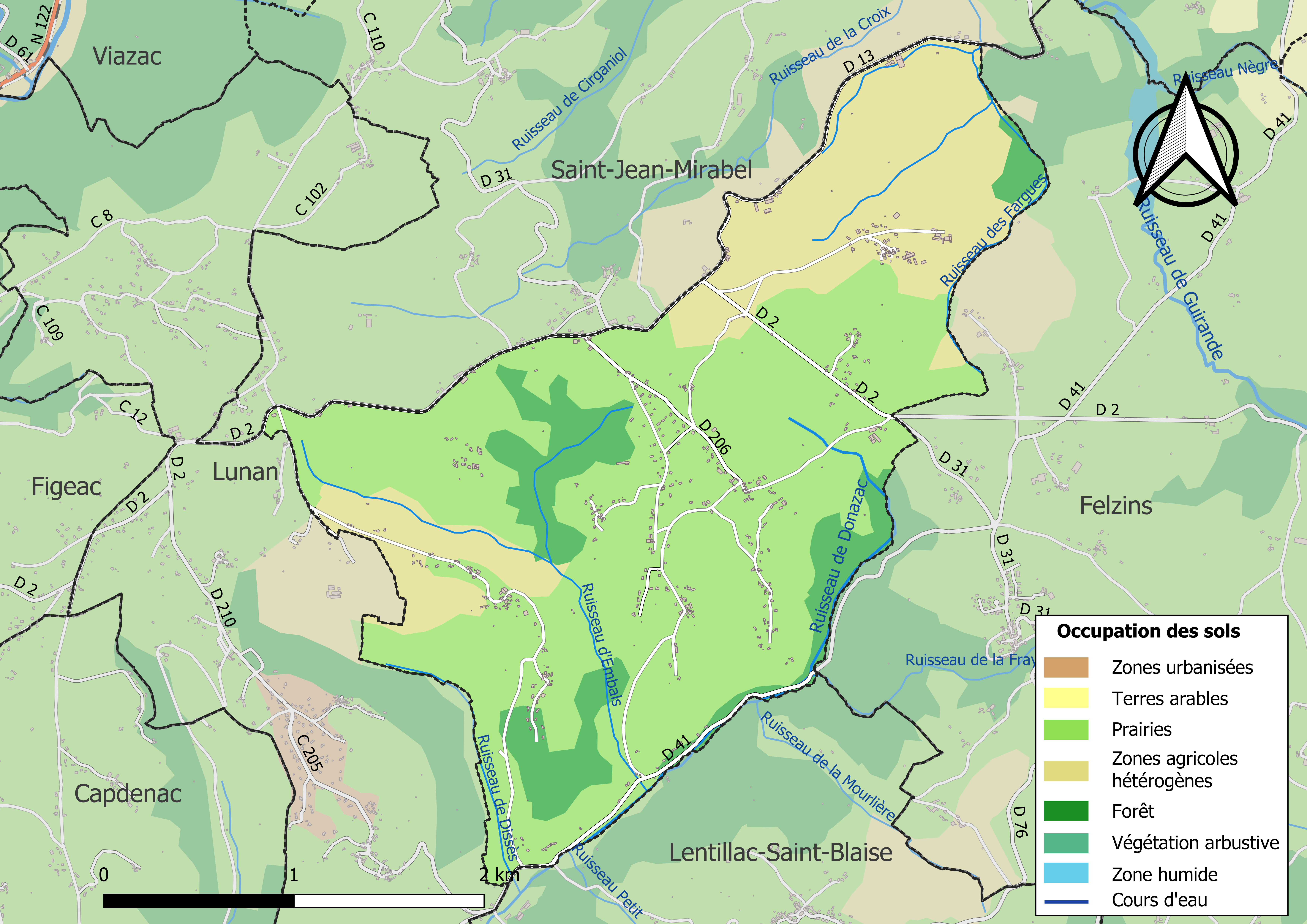
Carte des infrastructures et de l'occupation des sols de la commune en 2018 (CLC).

### Risques majeurs
Le territoire de la commune de Saint-Félix est vulnérable à différents aléas naturels : météorologiques (tempête, orage, neige, grand froid, canicule ou sécheresse), inondations, feux de forêts, mouvements de terrains et séisme (sismicité très faible). Il est également exposé à un risque technologique, la rupture d'un barrage, et à un risque particulier : le risque de radon. Un site publié par le BRGM permet d'évaluer simplement et rapidement les risques d'un bien localisé soit par son adresse soit par le numéro de sa parcelle.

#### Risques naturels
Certaines parties du territoire communal sont susceptibles d’être affectées par le risque d’inondation par débordement de cours d'eau, notamment La cartographie des zones inondables en ex-Midi-Pyrénées réalisée dans le cadre du XIe Contrat de plan État-région, visant à informer les citoyens et les décideurs sur le risque d’inondation, est accessible sur le site de la DREAL Occitanie. La commune a été reconnue en état de catastrophe naturelle au titre des dommages causés par les inondations et coulées de boue survenues en 1982 et 1999,.
Saint-Félix est exposée au risque de feu de forêt. Un plan départemental de protection des forêts contre les incendies a été approuvé par arrêté préfectoral le 30 novembre 2015 pour la période 2015-2025. Les propriétaires doivent ainsi couper les broussailles, les arbustes et les branches basses sur une profondeur de 50 mètres, aux abords des constructions, chantiers, travaux et installations de toute nature, situées à moins de 200 mètres de terrains en nature
de bois, forêts, plantations, reboisements, landes ou friches. Le brûlage des déchets issus de l’entretien des parcs et jardins des ménages et des collectivités est interdit. L’écobuage est également interdit, ainsi que les feux de type méchouis et barbecues, à l’exception de ceux prévus dans des installations fixes (non situées sous couvert d'arbres) constituant une dépendance d'habitation.

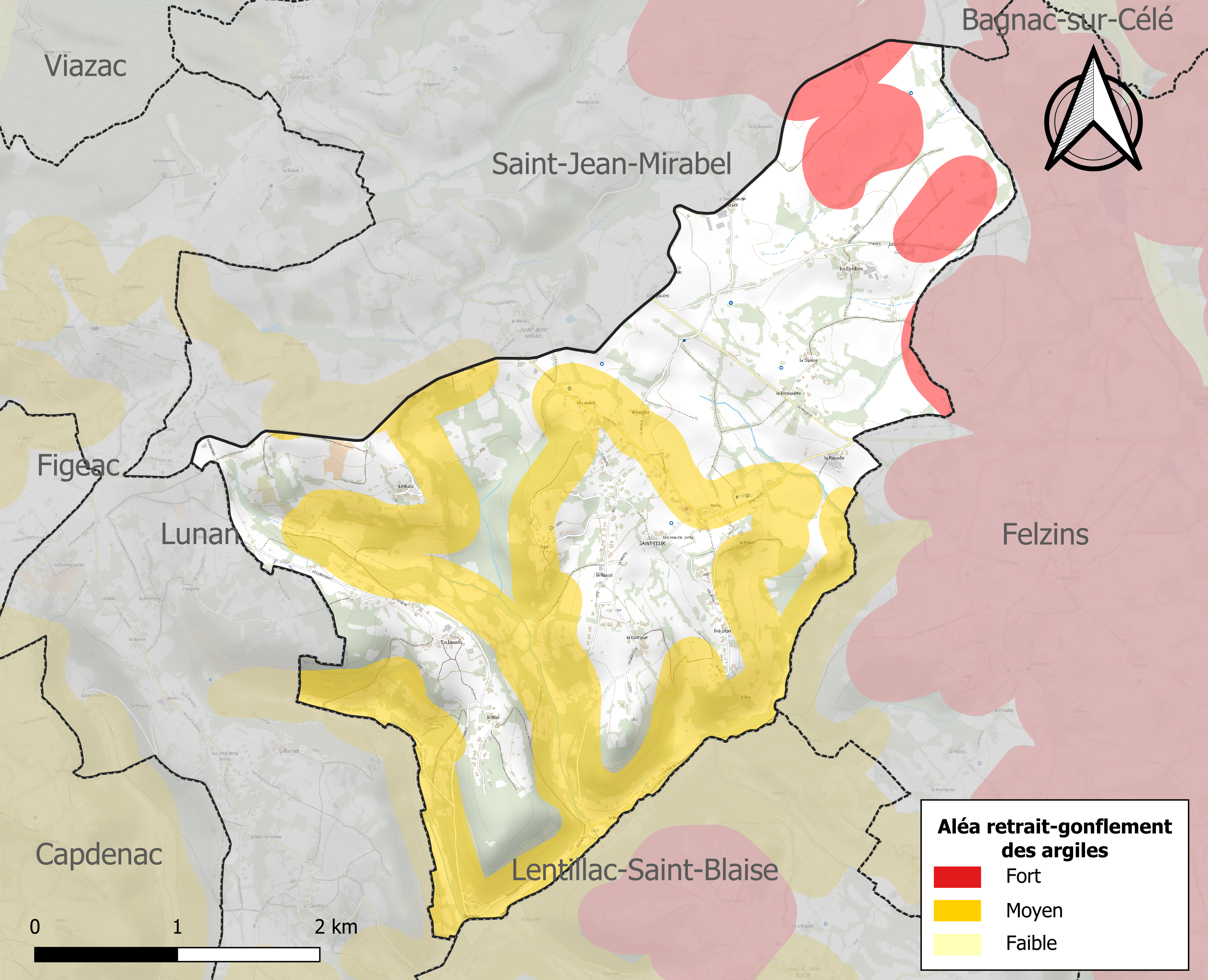
Carte des zones d'aléa retrait-gonflement des sols argileux de Saint-Félix.

Les mouvements de terrains susceptibles de se produire sur la commune sont des glissements de terrain.
Le retrait-gonflement des sols argileux est susceptible d'engendrer des dommages importants aux bâtiments en cas d’alternance de périodes de sécheresse et de pluie. 45,9 % de la superficie communale est en aléa moyen ou fort (67,7 % au niveau départemental et 48,5 % au niveau national). Sur les 220 bâtiments dénombrés sur la commune en 2019, 71 sont en aléa moyen ou fort, soit 32 %, à comparer aux 72 % au niveau départemental et 54 % au niveau national. Une cartographie de l'exposition du territoire national au retrait gonflement des sols argileux est disponible sur le site du BRGM,.
Par ailleurs, afin de mieux appréhender le risque d’affaissement de terrain, l'inventaire national des cavités souterraines permet de localiser celles situées sur la commune.
Concernant les mouvements de terrains, la commune a été reconnue en état de catastrophe naturelle au titre des dommages causés par des mouvements de terrain en 1999.

#### Risques technologiques
La commune est en outre située en aval des barrages de Grandval et de Sarrans, des ouvrages de classe A disposant d'une retenue de respectivement 270,6 millions et 296 millions de mètres cubes,. À ce titre elle est susceptible d’être touchée par l’onde de submersion consécutive à la rupture d'un de ces ouvrages.

#### Risque particulier
Dans plusieurs parties du territoire national, le radon, accumulé dans certains logements ou autres locaux, peut constituer une source significative d’exposition de la population aux rayonnements ionisants. Certaines communes du département sont concernées par le risque radon à un niveau plus ou moins élevé. Selon la classification de 2018, la commune de Saint-Félix est classée en zone 3, à savoir zone à potentiel radon significatif.

## Toponymie
Le toponyme Saint-Félix est basé sur l'hagiotoponyme chrétien Félix, nom de nombreux saints, papes et antipapes.
Durant la Révolution, la commune porte le nom de Félix et de Puy-du-tour.
Ses habitants sont appelés les Saint-Félixois.

## Histoire
Le 12 mai 1944 vers 15 heures, 200 soldats de la 2e division SS Das Reich envahissent le village. Les soldats sont d'une fureur extrême et d'une violence inouïe car ils ont dû trouver des traces du maquis. Au lieu-dit Le Rastel à 400 m, ils tuent Paul Rives et Auguste Carrayrou, puis tirent à l'obusier de 120 mm sur Mme Carrayrou et ses trois enfants qui sont dans un pré sous un pommier. Ces derniers sont déchiquetés. À 200 mètres, au lieu-dit Niel, ils tuent les époux Gratacap. Au lieu-dit Embals, ils emmènent avec eux cinq hommes qui seront dirigés à Montauban. Henry Barié est emmené à Figeac où il est fusillé la nuit suivante.

## Le pèlerinage de Compostelle
Sur la via Podiensis du pèlerinage de Saint-Jacques-de-Compostelle, en venant du Puy-en-Velay, l'étape précédente est Montredon ; l'étape suivante est Figeac, sa place des Écritures, son église Saint-Sauveur et son hôpital Saint-Jacques.
En arrivant de Montredon et en direction de Figeac sur le GR65, un panneau de la route modifié signifie l'obligation aux pèlerins de faire un détour pour traverser le village de Saint-Félix 

## Politique et administration

### Liste des maires
| Période                                  | Période  | Identité               | Étiquette | Qualité |
| ---------------------------------------- | -------- | ---------------------- | --------- | ------- |
| 1791                                     | 1794     | François Carrayrou     |           |         |
| 1794                                     | 1796     | Louis Raissac          |           |         |
| 1796                                     | 1798     | Pierre Navet           |           |         |
| 1798                                     | 1800     | François Carrayrou     |           |         |
| 1800                                     | 1815     | Marc-Antoine Tabournel |           |         |
| 1815                                     | 1831     | Jean Pierre Navet      |           |         |
| 1831                                     | 1834     | Jean Pierre Perie      |           |         |
| 1834                                     | 1845     | Géraud Gratacap        |           |         |
| 1845                                     | 1848     | Laurent Molenat        |           |         |
| 1848                                     | 1865     | Marc Antoin Astie      |           |         |
| 1865                                     | 1873     | Louis Soubirous        |           |         |
| 1873                                     | 1880     | Jean-baptiste Niel     |           |         |
| 1880                                     | 1881     | Joseph Lugan           |           |         |
| 1881                                     | 1900     | Antoine Astie          |           |         |
| 1900                                     | 1908     | Baptiste Gratacap      |           |         |
| 1908                                     | 1912     | Henri Navet            |           |         |
| 1912                                     | 1913     | Marcel Lancelot        |           |         |
| 1913                                     | 1915     | Jean Bessières         |           |         |
| 1915                                     | 1925     | Justin Raffy           |           |         |
| 1925                                     | 1935     | Pierre Destruel        |           |         |
| 1935                                     | 1959     | Achille Marty          |           |         |
| 1959                                     | 1977     | Henri Bonnefoy         |           |         |
| 1977                                     | 1995     | Gilbert Teilhard       |           |         |
| 1995                                     | 2001     | Arsène Rives           |           |         |
| 2001                                     | 2008     | René Bonnefoy          |           |         |
| mars 2008                                | En cours | Jean-Pierre Espeysse   |           |         |
| Les données manquantes sont à compléter. |          |                        |           |         |

## Démographie
L'évolution du nombre d'habitants est connue à travers les recensements de la population effectués dans la commune depuis 1793. Pour les communes de moins de 10 000 habitants, une enquête de recensement portant sur toute la population est réalisée tous les cinq ans, les populations de référence des années intermédiaires étant quant à elles estimées par interpolation ou extrapolation. Pour la commune, le premier recensement exhaustif entrant dans le cadre du nouveau dispositif a été réalisé en 2008.

En 2022, la commune comptait 523 habitants, en évolution de +1,36 % par rapport à 2016 (Lot : +1,31 %, France hors Mayotte : +2,11 %).
| 1793 | 1800 | 1806 | 1821 | 1831 | 1836  | 1841  | 1846  | 1851  |
| ---- | ---- | ---- | ---- | ---- | ----- | ----- | ----- | ----- |
| 658  | 601  | 673  | 868  | 752  | 1 094 | 1 144 | 1 133 | 1 136 |

| 1856  | 1861  | 1866  | 1872  | 1876  | 1881  | 1886  | 1891 | 1896 |
| ----- | ----- | ----- | ----- | ----- | ----- | ----- | ---- | ---- |
| 1 138 | 1 110 | 1 101 | 1 079 | 1 039 | 1 060 | 1 041 | 985  | 914  |

| 1901 | 1906 | 1911 | 1921 | 1926 | 1931 | 1936 | 1946 | 1954 |
| ---- | ---- | ---- | ---- | ---- | ---- | ---- | ---- | ---- |
| 804  | 731  | 723  | 630  | 607  | 570  | 526  | 230  | 187  |

| 1962 | 1968 | 1975 | 1982 | 1990 | 1999 | 2006 | 2008 | 2013 |
| ---- | ---- | ---- | ---- | ---- | ---- | ---- | ---- | ---- |
| 202  | 207  | 225  | 269  | 268  | 280  | 398  | 432  | 494  |

| 2018 | 2022 | - | - | - | - | - | - | - |
| ---- | ---- | - | - | - | - | - | - | - |
| 529  | 523  | - | - | - | - | - | - | - |

## Économie

### Revenus
En 2018, la commune compte 187 ménages fiscaux, regroupant 479 personnes. La médiane du revenu disponible par unité de consommation est de 22 660 € (20 740 € dans le département).

### Emploi
|                | 2008  | 2013  | 2018  |
| -------------- | ----- | ----- | ----- |
| Commune        | 0,8 % | 4,3 % | 5,4 % |
| Département    | 7,3 % | 8,9 % | 9,6 % |
| France entière | 8,3 % | 10 %  | 10 %  |

En 2018, la population âgée de 15 à 64 ans s'élève à 317 personnes, parmi lesquelles on compte 78,5 % d'actifs (73,2 % ayant un emploi et 5,4 % de chômeurs) et 21,5 % d'inactifs,. Depuis 2008, le taux de chômage communal (au sens du recensement) des 15-64 ans est inférieur à celui de la France et du département.
La commune fait partie de la couronne de l'aire d'attraction de Figeac, du fait qu'au moins 15 % des actifs travaillent dans le pôle,. Elle compte 48 emplois en 2018, contre 62 en 2013 et 69 en 2008. Le nombre d'actifs ayant un emploi résidant dans la commune est de 233, soit un indicateur de concentration d'emploi de 20,6 % et un taux d'activité parmi les 15 ans ou plus de 61,9 %.
Sur ces 233 actifs de 15 ans ou plus ayant un emploi, 32 travaillent dans la commune, soit 14 % des habitants. Pour se rendre au travail, 91,8 % des habitants utilisent un véhicule personnel ou de fonction à quatre roues, 0,4 % les transports en commun, 3,4 % s'y rendent en deux-roues, à vélo ou à pied et 4,3 % n'ont pas besoin de transport (travail au domicile).

### Activités hors agriculture
21 établissements sont implantés  à Saint-Félix au 31 décembre 2019.
Le secteur de l'industrie manufacturière, des industries extractives et autres est prépondérant sur la commune puisqu'il représente 33,3 % du nombre total d'établissements de la commune (7 sur les 21 entreprises implantées  à Saint-Félix), contre 14 % au niveau départemental.

### Agriculture
La commune est dans le Segala », une petite région agricole occupant la frange est du département du Lot. En 2020, l'orientation technico-économique de l'agriculture  sur la commune est l'élevage bovin, orientation lait.
|               | 1988 | 2000 | 2010 | 2020 |
| ------------- | ---- | ---- | ---- | ---- |
| Exploitations | 31   | 17   | 11   | 13   |
| SAU (ha)      | 557  | 600  | 654  | 609  |

Le nombre d'exploitations agricoles en activité et ayant leur siège dans la commune est passé de 31 lors du recensement agricole de 1988  à 17 en 2000 puis à 11 en 2010 et enfin à 13 en 2020, soit une baisse de 58 % en 32 ans. Le même mouvement est observé à l'échelle du département qui a perdu pendant cette période 60 % de ses exploitations,. La surface agricole utilisée sur la commune est restée relativement stable, passant de 557 ha en 1988 à 609 ha en 2020. Parallèlement la surface agricole utilisée moyenne par exploitation a augmenté, passant de 18 à 47 ha.

## Culture locale et patrimoine

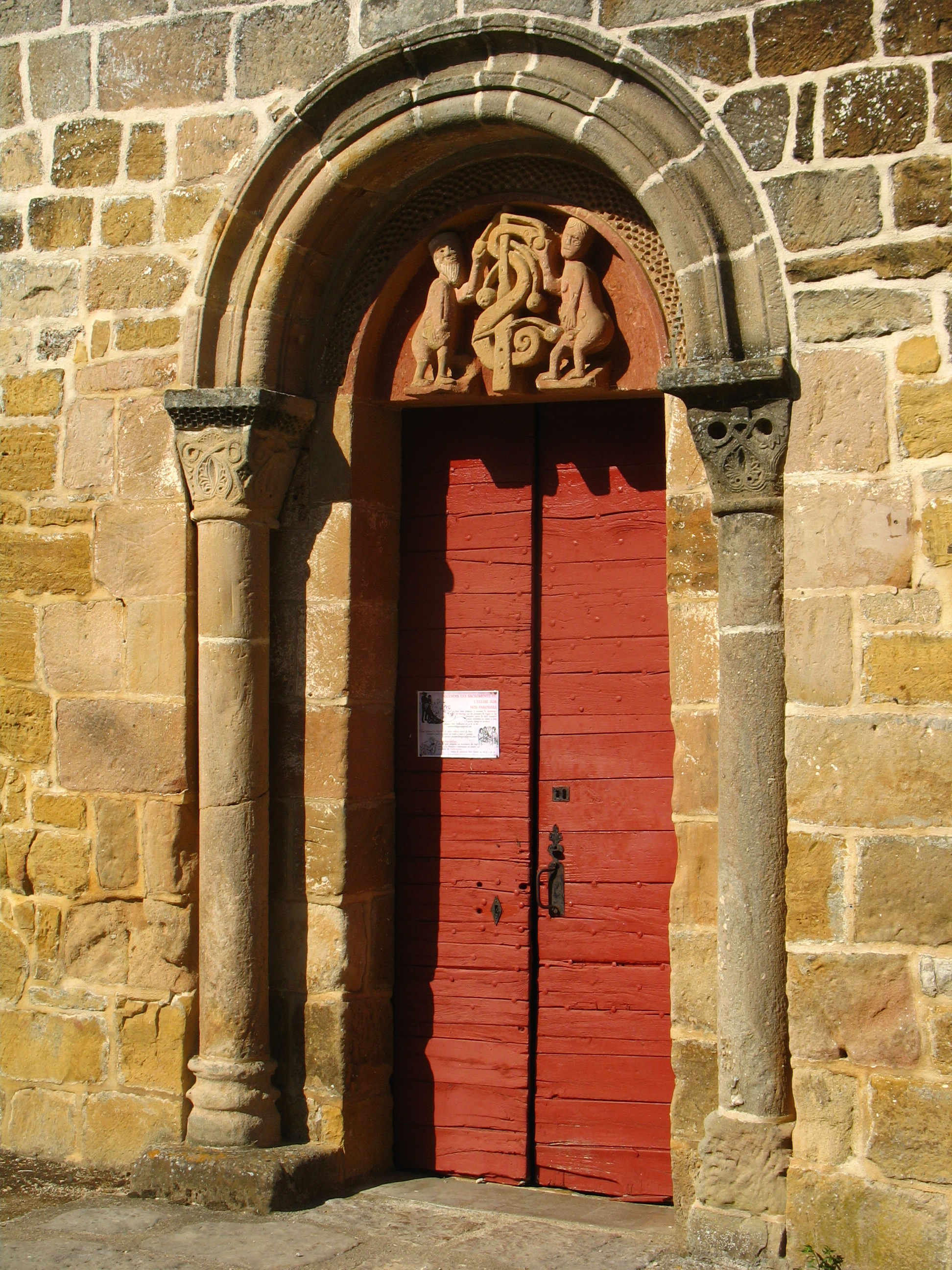
Église Sainte-Radegonde.Tympan (11e siècle) avec Adam et Eve au paradis

### Lieux et monuments
- L'église romane Sainte-Radegonde était une possession de l'abbaye de Figeac.
  - Le tympan historié représente Adam et Ève devant l'arbre et le serpent et date du XIe siècle.
  - Dans la nef, se trouve une croix en fer forgé de 1783 et un vitrail représentant saint Jacques.
- Un sarcophage est accolé au flanc ouest.